# Sélection adverse
La sélection adverse ou antisélection est un phénomène statistique et économique qui joue un rôle important notamment dans les domaines de l'assurance et de la gestion du risque, par lequel une offre faite sur un marché aboutit à des résultats inverses de ceux souhaités, à cause d'asymétries d'information. C'est une forme du problème principal-agent. Dans une situation principal-agent, le problème de la sélection adverse est essentiellement basé sur l'incertitude concernant le type de l'agent, contrairement à une situation d'aléa moral.
Elle se manifeste par la difficulté pour le client d’appréhender :
- le niveau de compétence et d’expérience des fournisseurs ;
- l’adéquation du produit ou des compétences du fournisseur à ses besoins ;
- le contenu et la qualité effective du produit ou du service.

## Contrat incomplet et sélection adverse
Les contrats incomplets comportent des asymétries d'informations, c'est-à-dire qu'il y a une répartition inégale de l'information entre les deux acteurs.
Ces asymétries d'informations rendent possibles des comportements opportunistes : 
- les individus ne disent pas toujours ce qu'ils savent
- les individus ne tiennent pas forcément leurs promesses

Il y a deux types principaux de comportements opportunistes : 
- opportunisme post-contractuel
- opportunisme pré-contractuel

Le problème principal du comportement opportuniste pré-contractuel est la sélection adverse qui apparaît à chaque fois qu'un acteur possède une information que l'autre n'a pas à la signature du contrat.

## Lutter contre la sélection adverse
- Le signal : action émise par celui qui en sait le plus afin de transmettre une information crédible
- Le filtre
- La réputation : action émanant de celui qui en sait le moins afin de forcer celui qui en sait le plus à révéler la vérité

L'anti-sélection est la résultante de l'information imparfaite. L'une des deux parties contractante n'a pas la possibilité de connaître toutes les caractéristiques du produit, ce qui la conduit parfois à sélectionner des produits de mauvaise qualité. La sélection adverse ou antisélection se manifeste par la difficulté pour le client d’appréhender :
- Le niveau de compétence et d’expérience des fournisseurs
- L’adéquation du produit ou des compétences du fournisseur à ses besoins
- Le contenu et la qualité du produit ou du service

« Il s'agit en fait de la défiance généralisée qui naît dès lors qu'il n'existe pas un catalogue connu de tous et spécifiant les caractéristiques de tous les biens échangés ou susceptibles de l'être. Les connaissances sur la 'qualité' des biens sont alors asymétriquement réparties. » (Brousseau, 1993).
Dans une telle situation, les produits au prix le plus bas (et donc, probablement, les plus mauvais) risquent d'éliminer tous les autres. L'exemple canonique est celui d'Akerlof (« Prix Nobel » d'économie en 2001) dans The Market for “Lemons” qui modélise le marché d'occasion automobile. Il montre qu'en situation d'information imparfaite, le risque de sélection adverse (ou anti-sélection) va conduire à un marché des voitures d'occasion qui ne propose que des voitures avec des défauts cachés. En effet, le prix moyen sera la résultante de la moyenne des prix des bonnes et mauvaises occasions. Comme le consommateur est en situation d'information imparfaite (il ne reconnaît pas les bonnes des mauvaises voitures), il ne sera prêt à payer que le prix moyen, pour minimiser ses risques. Or, si les vendeurs de mauvaises occasions ne pourront que se réjouir, les vendeurs de bonnes occasions, n'ayant pas d'espoir de vendre, sortiront de ce marché : seuls resteront les vendeurs de mauvaises voitures. Les acheteurs conscients de ceci se désintéresseront à leur tour du marché de l'occasion.